# Hauptgestüt Graditz

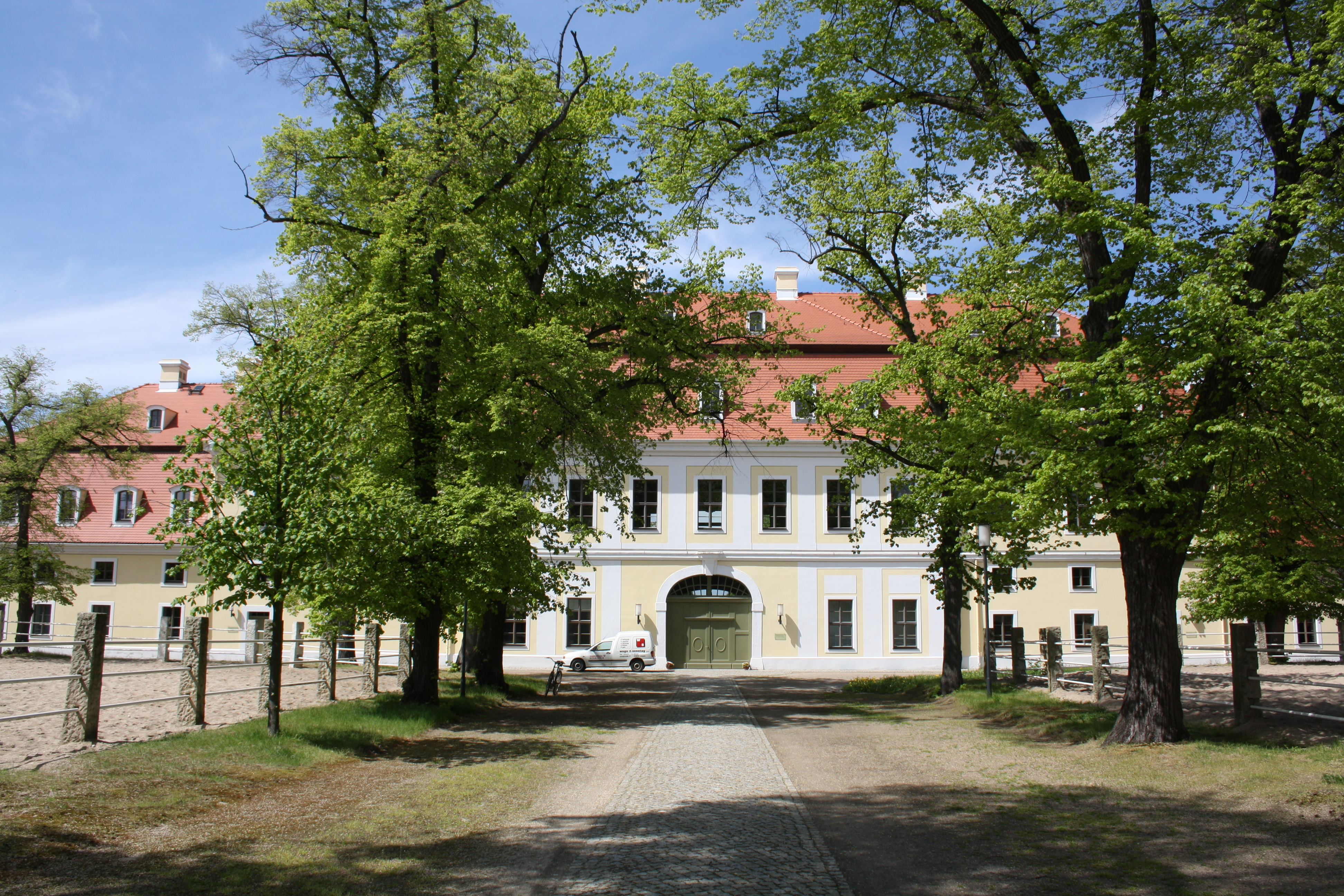
Schloss Graditz

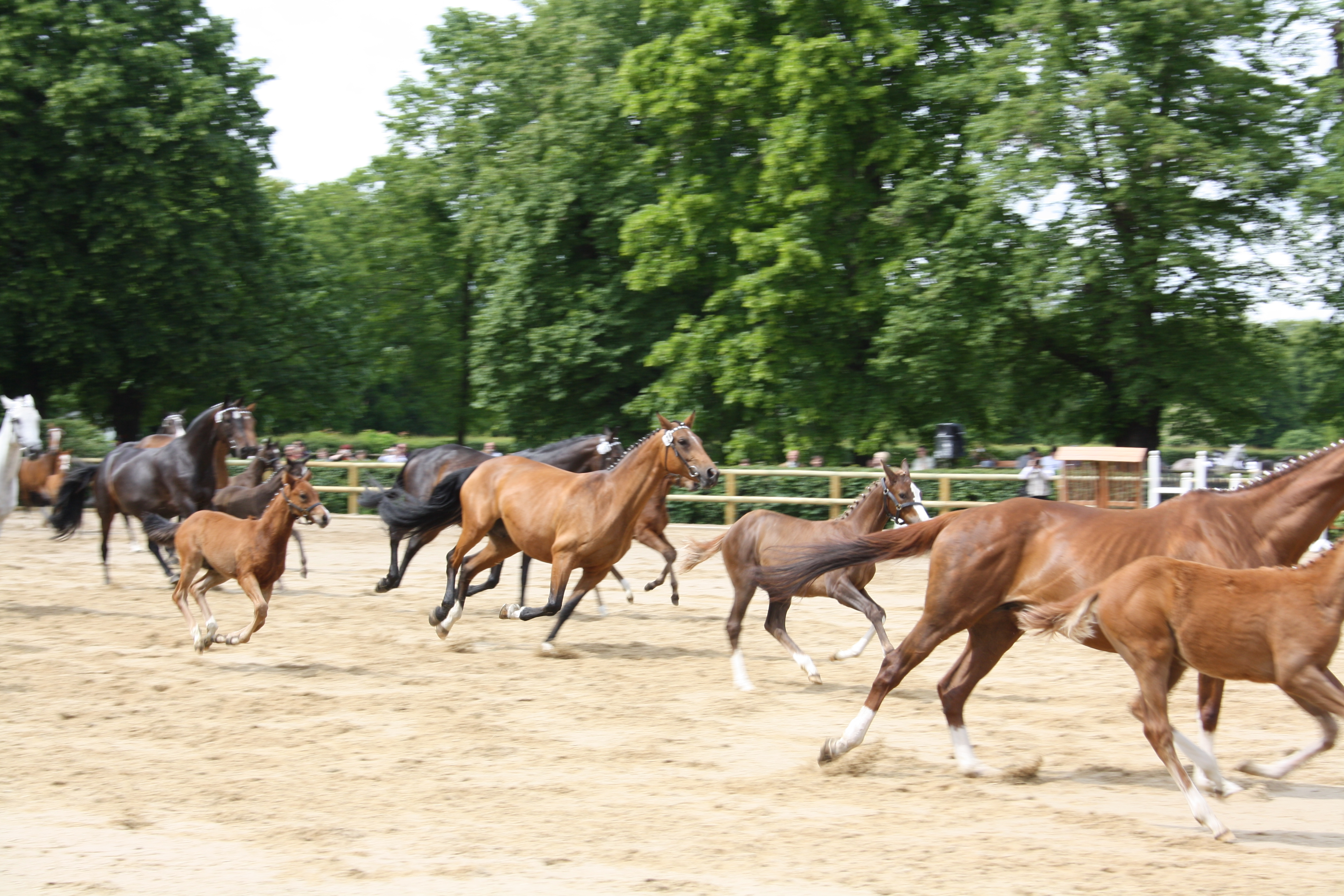
Pferde auf der Koppel

Das Hauptgestüt Graditz ist ein Gestüt im sächsischen Graditz, einem Ortsteil der Stadt Torgau. Graditz war ein Hauptgestüt der preußischen Gestütsverwaltung mit einer bedeutenden Vollblut- und Halbblutzucht. Heute ist es als Sächsisches Hauptgestüt, neben dem Landgestüt Moritzburg, Eigentum des Freistaates Sachsen. Die Vollblutzucht wurde nach der Wiedervereinigung privatisiert, die Warmblutzucht wird im Interesse der Landespferdezucht weiter betrieben.

## Geschichte
Die Gründung des Kurfürstlich-Sächsischen Hofgestütes Graditz erfolgte im Jahre 1686. Kurfürst Johann Georg der III. errichtete die Torgauischen Gestüte mit den Zuchtstätten Repitz, Graditz, Döhlen, Kreyschau und Neu Bläsern.
1694 übernahm August der Starke die Gestütsanlage und baute diese 1721 durch die Vereinigung der vorhandenen sächsischen Gestüte bzw. nach Auflösung der Pferdezucht im Kurfürstlich-Sächsischen Hofgestüt Bleesern aus. Daniel Pöppelmann wurde mit dem Bau der neuen Gestütsanlagen beauftragt. Die sächsischen Gestüte – so auch das neu gegründete Graditzer Gestüt – hatten vor allem die Aufgabe, den enormen Pferdebedarf des Hofmarstalls zu decken.
Der Siebenjährige Krieg und die Napoleonischen Kriege schlugen tiefe Lücken in die Pferdebestände. Nach dem Ende des Napoleonischen Krieges wurde Graditz zum königlich preußischen Hauptgestüt und 1816 wurde die Pferdezucht wieder aufgenommen. 1866 sorgte Georg von Lehndorff dafür, dass die bisher auf verschiedene Gestüte verteilten Vollblüter in Graditz zentralisiert wurden. Außerdem wurde der Bestand nun durch Importe Englischer Vollblüter, z. B. des irischen Hengstes Dark Ronald, aufgefrischt. In die Jahrzehnte nach diesen Neuerungen fielen viele Rennerfolge auf Graditzer Pferde, u. a. in Hoppegarten. Zeitweise waren die Graditzer hier so erfolgreich, dass extra Rennen ausgeschrieben werden mussten, von denen Pferde aus dieser Zucht ausgeschlossen waren. Bis 1945 waren zwölf Vollblüter aus Graditz beim Deutschen Derby siegreich.
1922 wurde das Graditzer Vollblutgestüt in das Hauptgestüt Altefeld verlegt, 1930 kehrte es wieder nach Graditz zurück. Nach dem Zweiten Weltkrieg kam die Zucht der Graditzer nahezu zum Erliegen, da ein Großteil der Herde als Kriegsbeute nach Russland transportiert und dort entweder für die Feldarbeit oder gar als Nahrungsmittel verwendet wurde. Graditzer, die nach Westdeutschland verkauft worden waren, wurden ab 1948 zum Wiederaufbau der Bestände herangezogen. Bis 1990 konnten dann wieder zahlreiche Rennerfolge verbucht werden. Der Gestütsbetrieb wurde zu DDR-Zeiten unter der Firmierung VE Gestüt Graditz organisiert. Das Gestüt war zuletzt Teil des Kombinats Tierzucht.
Der Pensionspferdestall und das Torhaus wurden in den Jahren 2006/07 umfangreichen Sanierungsmaßnahmen unterzogen. Damit konnte die Kapazität zur Unterbringung von Gastpferden zwecks Ausbildung und Besamung erhöht werden.

## Wichtige Pferde
- Pumpernickel, St.-Leger-Sieger von 1887

## Erwähnung in der Literatur
Literarisch finden die Graditzer Pferde Erwähnung bei Theodor Fontane, der nicht nur Geert von Innstetten in Effi Briest mit einem Gespann isabellfarbener Graditzer fahren, sondern auch Botho von Rienäcker in Irrungen, Wirrungen in Militärkreisen eine Graditzer Rappstute beim Spiel gewinnen lässt. Leopold Treibel reitet in Frau Jenny Treibel ebenfalls einen Graditzer, der freilich schon lange Zeit in der Manege geht und dem keine Extravaganzen mehr zugetraut werden können.